# Þjálfi e Röskva

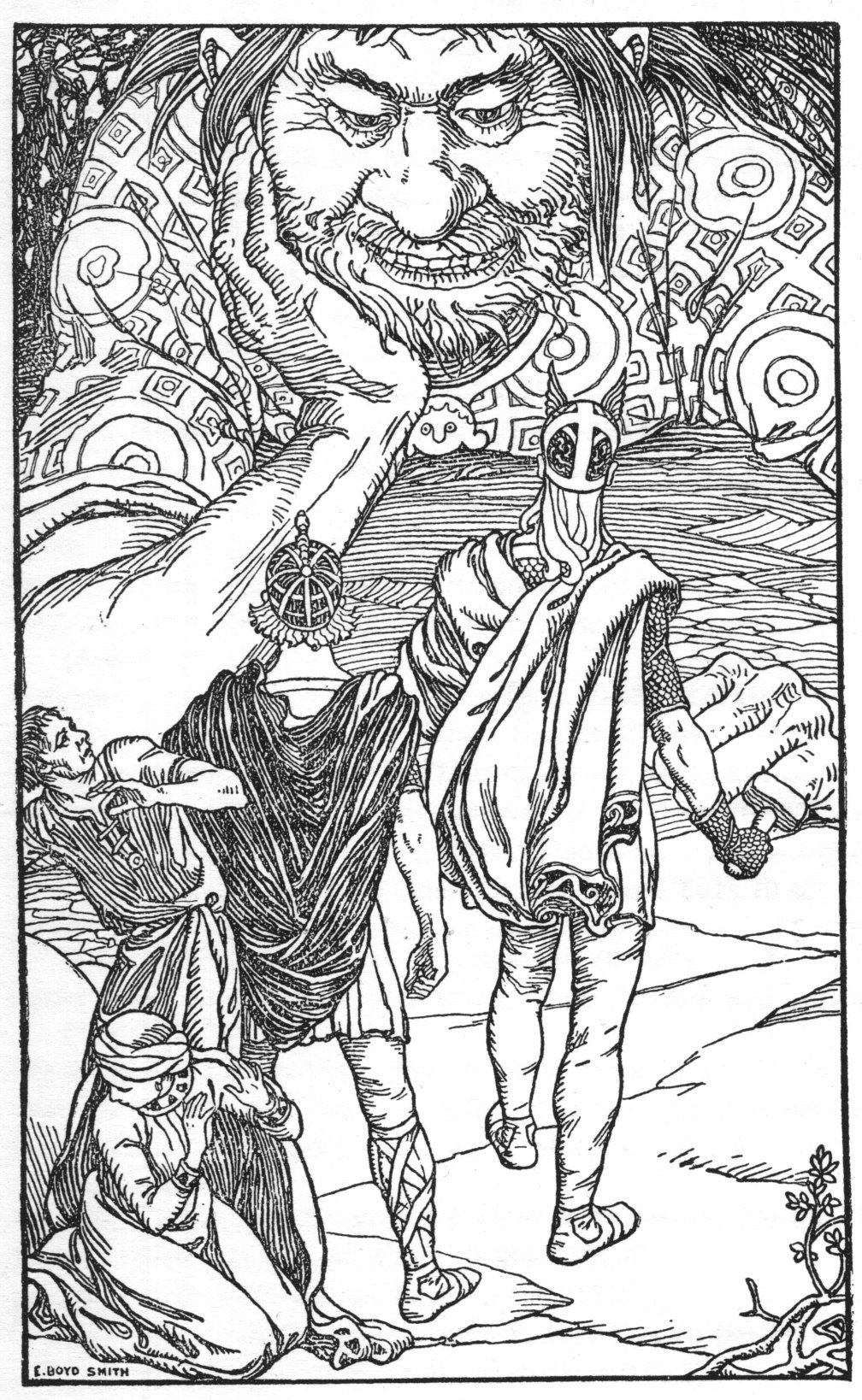
Þjálfi e Röskva desviam o olhar amedrontados enquanto Thor e Loki conversam com o gigante Skyrmir. Ilustração de 1902 por Elmer Boyd Smith.

Na mitologia nórdica, Þjálfi e Röskva são dois irmãos, homem e mulher respectivamente, que servem o deus Thor. Þjálfi é mencionado uma única vez no Edda em verso, compiladono século XIII a partir de fontes tradicionais, enquanto os dois são citados no Edda em prosa, escrito também no século XIII por Snorri Sturluson, e na poesia dos escaldos.
No Edda em verso, Thor relata um caso em que Þjálfi é perseguido por uma loba, mas não há mais informação sobre ele. No Edda em prosa, Þjálfi e Röskva são os filhos de camponeses. Thor e Loki pernoitam em sua residência e Thor compartilha com aquela família a carne de suas cabras, Tanngrisnir e Tanngnjóstr. Þjálfi chupa a medula óssea de uma das cabras, de forma que quando Thor resussita as cabras na manhã seguinte, percebe que uma delas está manca e se ira. Como resultado, Thor toma Þjálfi e Röskva como seus serventes.
Da fazenda, Thor, Loki, Þjálfi e Röskva rumam à floresta no reino dos gigantes, Jotunheim. Eles passam a noite num local que depois percebem ser a luva dum ser gigantesco, Skrymir. Na noite seguinte, Thor percebe que não consegue matar o gigante, e o grupo dorme amedrontado sob uma árvore. No dia seguinte chegam à residência de Útgarða-Loki, que exige desafios para cada visitante, exceto Röskva.
Após o grupo repousar no local, Útgarða-Loki revela que ele é na realidade Skrymir, e que Thor havia quase o matado.